# Печерська (станція метро)
50°25′39″ пн. ш. 30°32′20″ сх. д. / 50.42750° пн. ш. 30.53889° сх. д.
«Пече́рська» — 39-та станція Київського метрополітену, розташована на Сирецько-Печерській лінії між станціями «Кловська» і «Звіринецька». Відкрита 27 грудня 1997 року. Назва станції походить від назви історичної місцевості Печерськ.

## Конструкція
Конструкція станції — пілонна трисклепінна з острівною платформою.
Колійний розвиток: станція без колійного розвитку.
Зали станції з'єднані між собою рядами проходів-порталів, які чередуються з пілонами. Середній зал з'єднаний з підземним вестибюлем, який виходить в підземний перехід (під площею Лесі Українки, двома ескалаторними тунелями, між якими розміщений проміжний вестибюль. Для підйому та спуску пасажирів в кожному ескалаторному тунелі встановлено двомаршеві чотиристрічкові ескалатори. Станція будувалася одночасно з двома наступними («Звіринецька» та «Видубичі»), проте, через складні геологічні умови, будівництво станції у кінці 1980-х років було заморожене та її здали в експлуатацію лише 1997 року, тобто на 6 років пізніше.

## Оздоблення
Станція глибокого закладення нового типу. Незвична зменшенням товщини пілону, що складається не з блоків, а з тюбінгів. Назва станції зобов'язала авторів побачити золоті бані Києво-Печерської лаври — про це свідчить золотисте склепіння з анодованого алюмінію як платформи, так і проміжного вестибюля. Стіни з білого мармуру асоціюються зі стінами соборів, а вставки з пиляного граніту в пілонах — з бруківкою. Світлова лінія з світильників, що перехрещуються, та малюнок на підлозі у вигляді завуальованого хреста продовжують розвивати цю тему. Тематичне, художнє оформлення та архітектурне рішення перонного залу надають станції образу святковості. В оздобленні застосовані такі основні матеріали як білий мармур — на колонах, червоний і сірий граніт — у вестибюлях, кольоровий метал — в оформленні стелі у проміжному залі між ескалаторами.
Розташована станція на бульварі Лесі Українки поруч з Київською обласною державною адміністрацією, Центральною виборчою комісією та іншими адміністративно-діловими закладами міста.

## Пасажиропотік
| Рік                           | 2009 | 2011 | 2012 | 2013 | 2014 | 2015 | 2016 | 2017 | 2018 |
| ----------------------------- | ---- | ---- | ---- | ---- | ---- | ---- | ---- | ---- | ---- |
| Пасажиропотік, тис. осіб/добу | 24,6 | 24,7 | 24,5 | 25,1 | 23,7 | 22,5 | 22,7 | 23,9 | 24,6 |

## Галерея

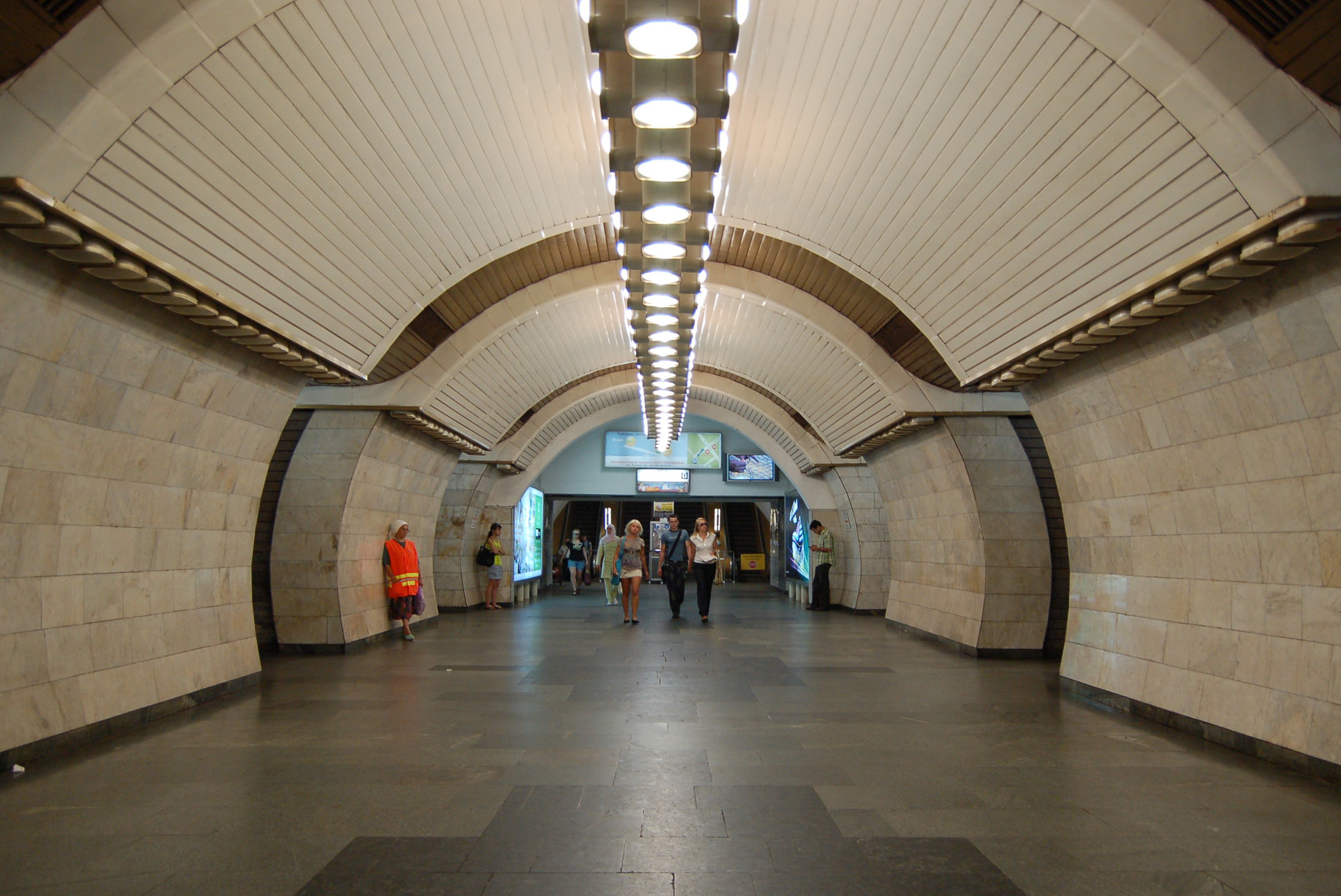
Центральний зал, вигляд в бік ескалаторів
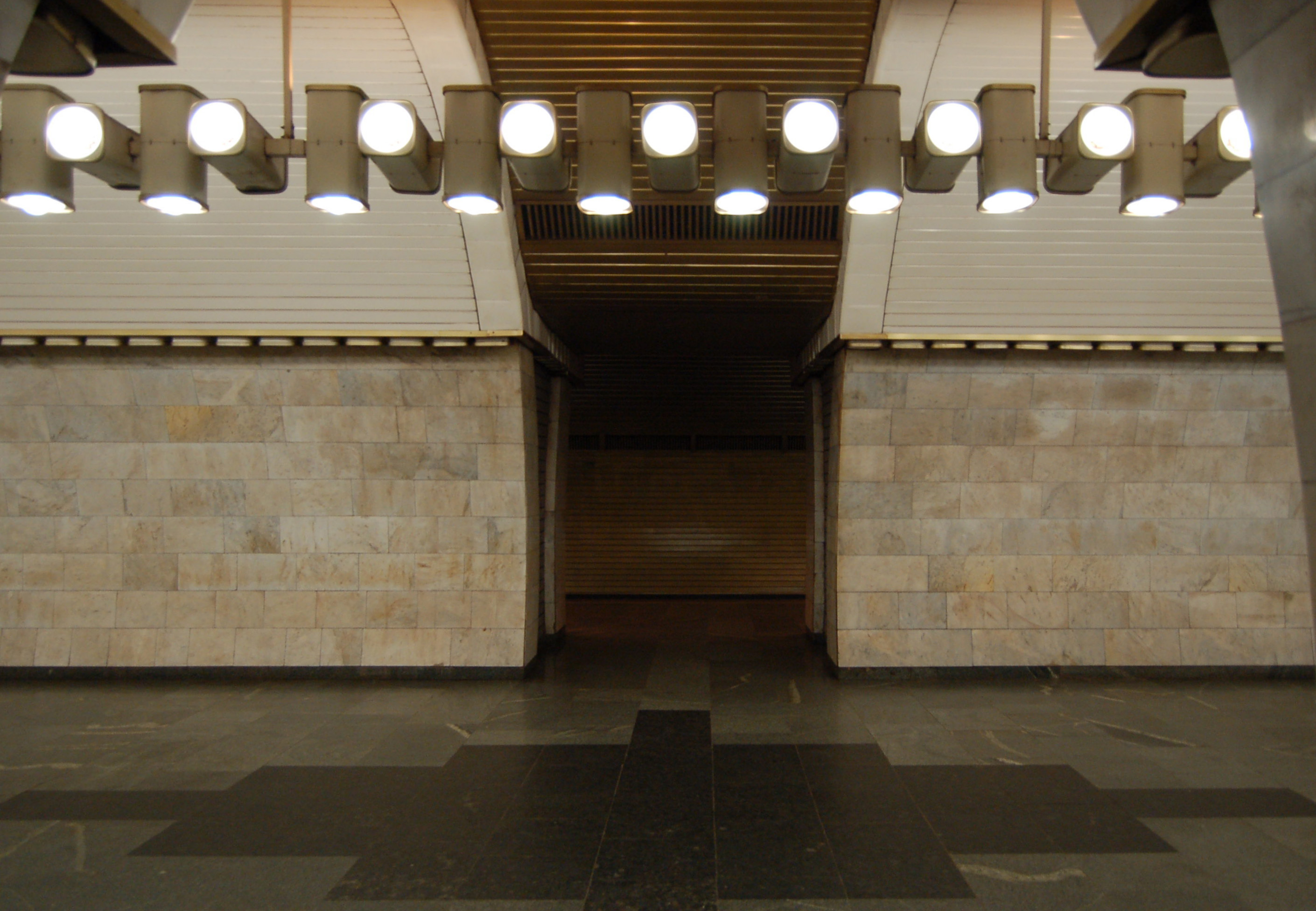
Форма пілонів
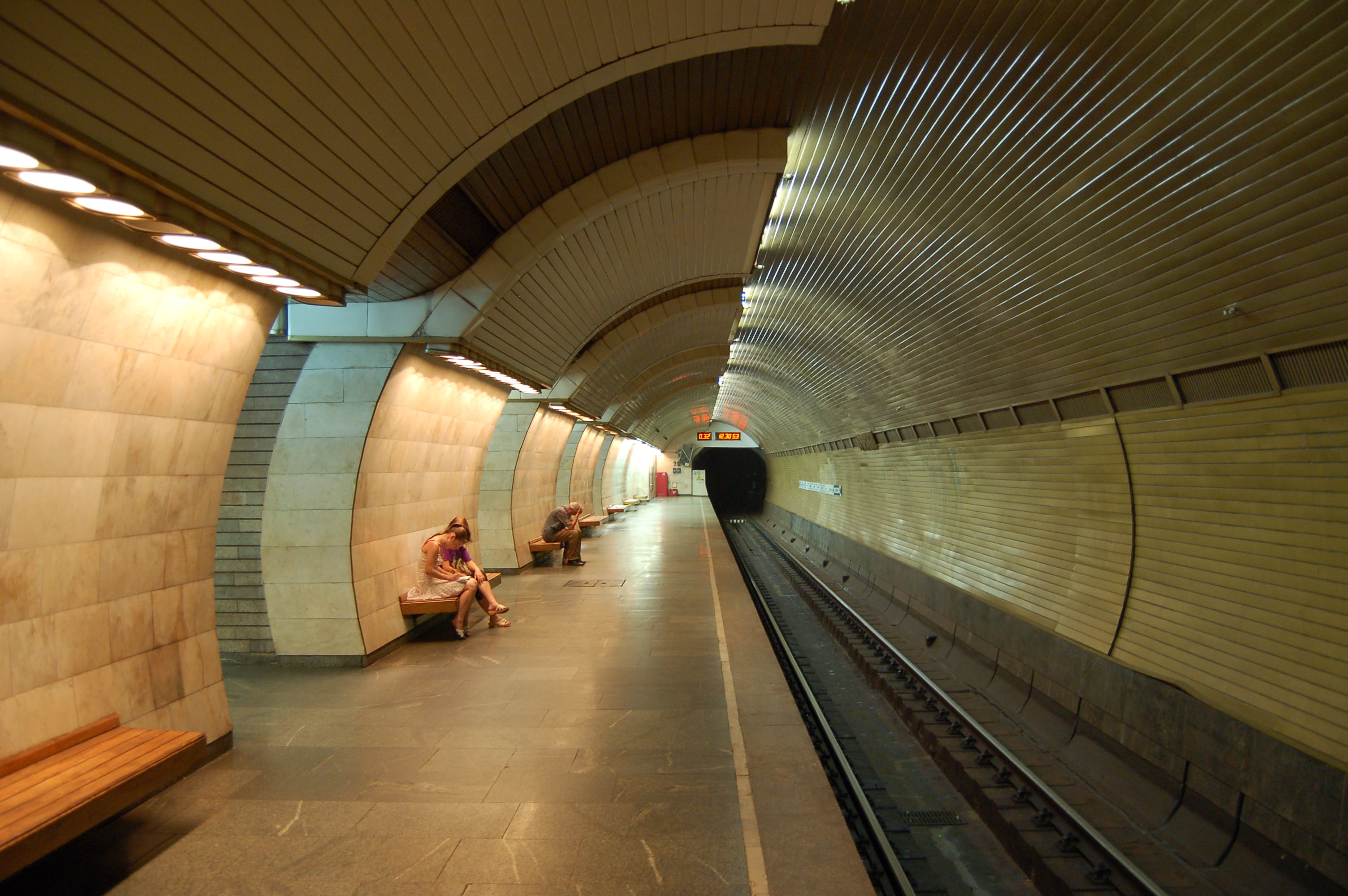
Посадкова платформа
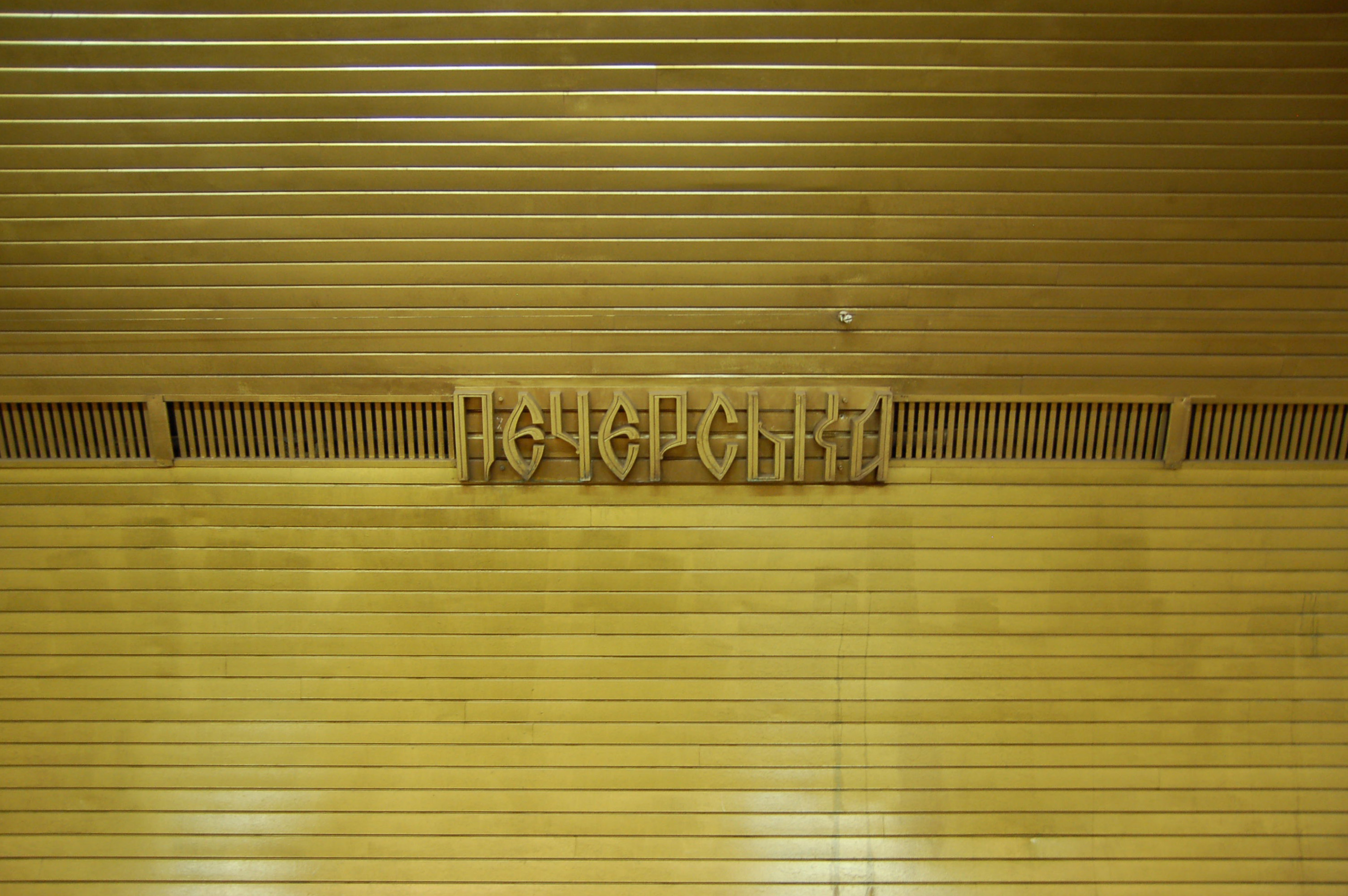
Назва станції на коліній стіні
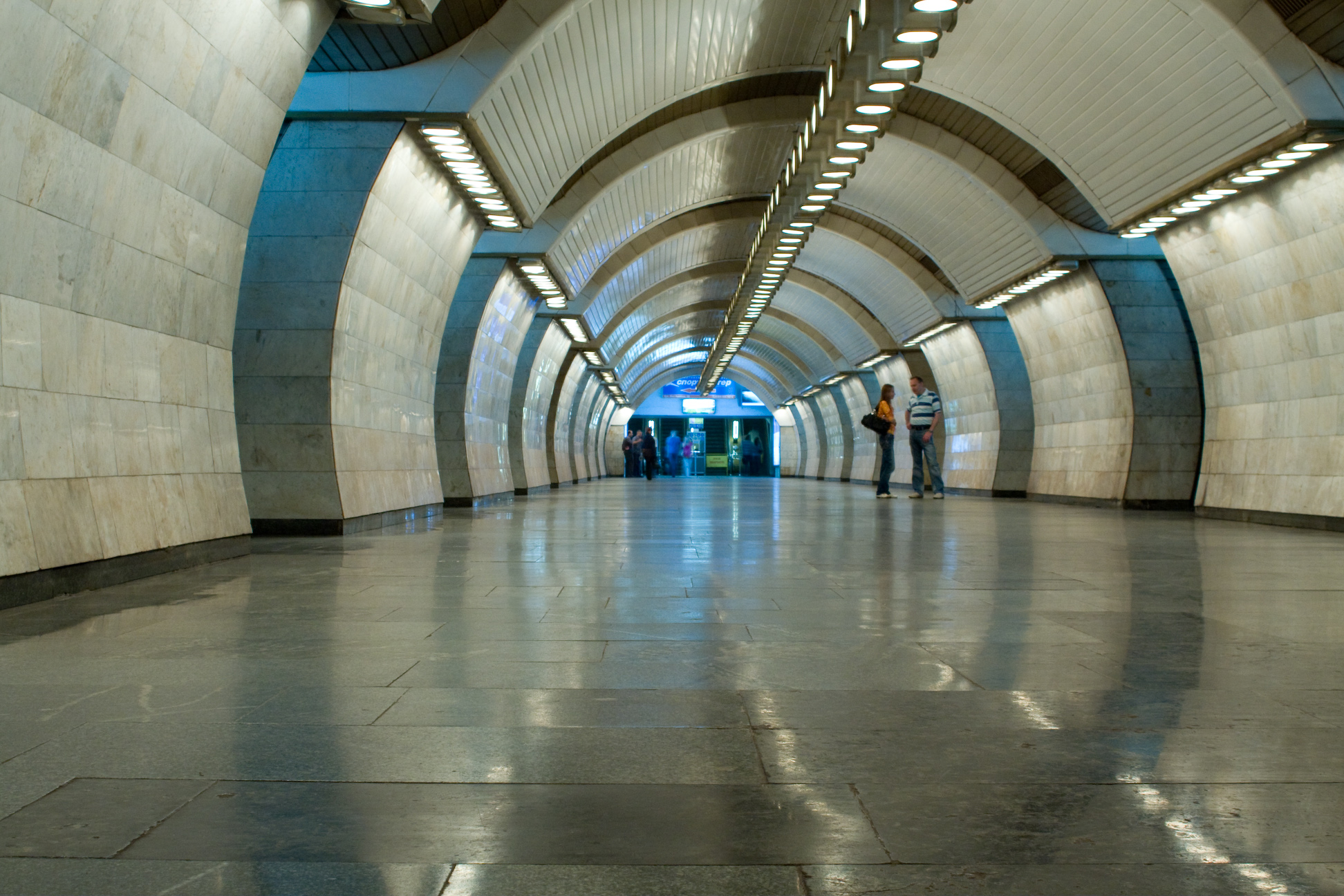
Світильник у центральному залі
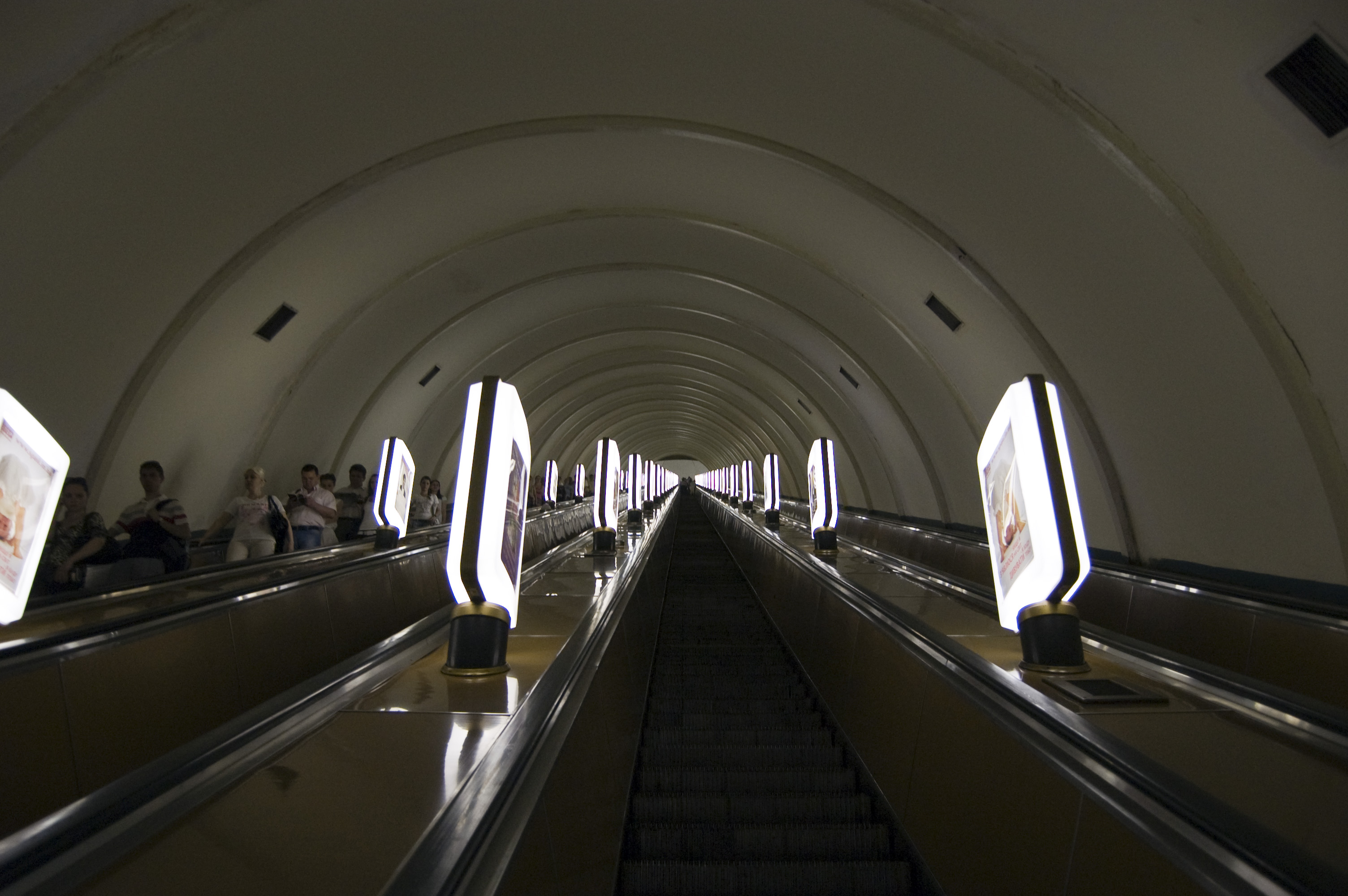
Нижній ескалаторний тунель
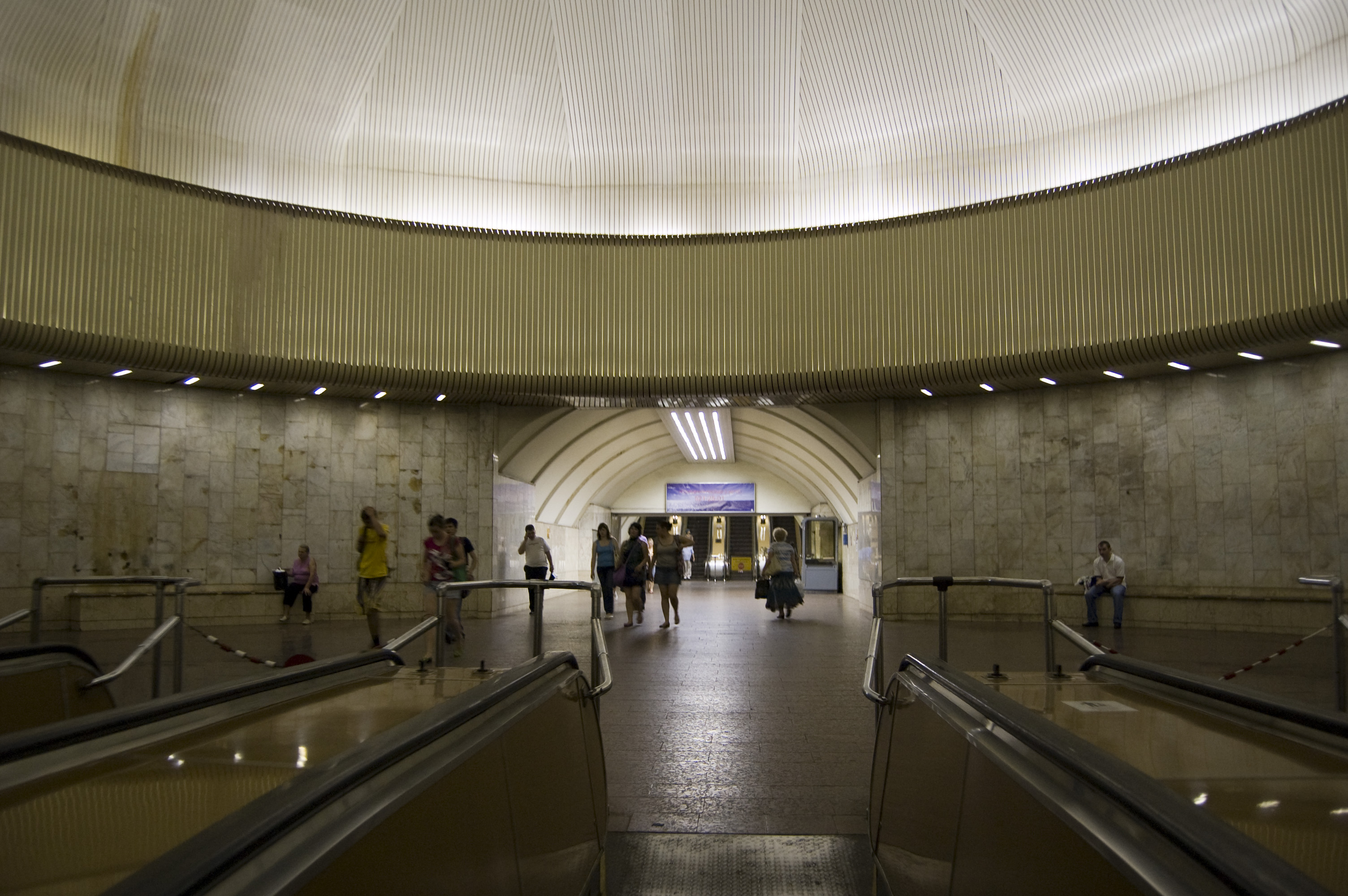
Прохід від проміжного вестибюля до верхнього ескалатора
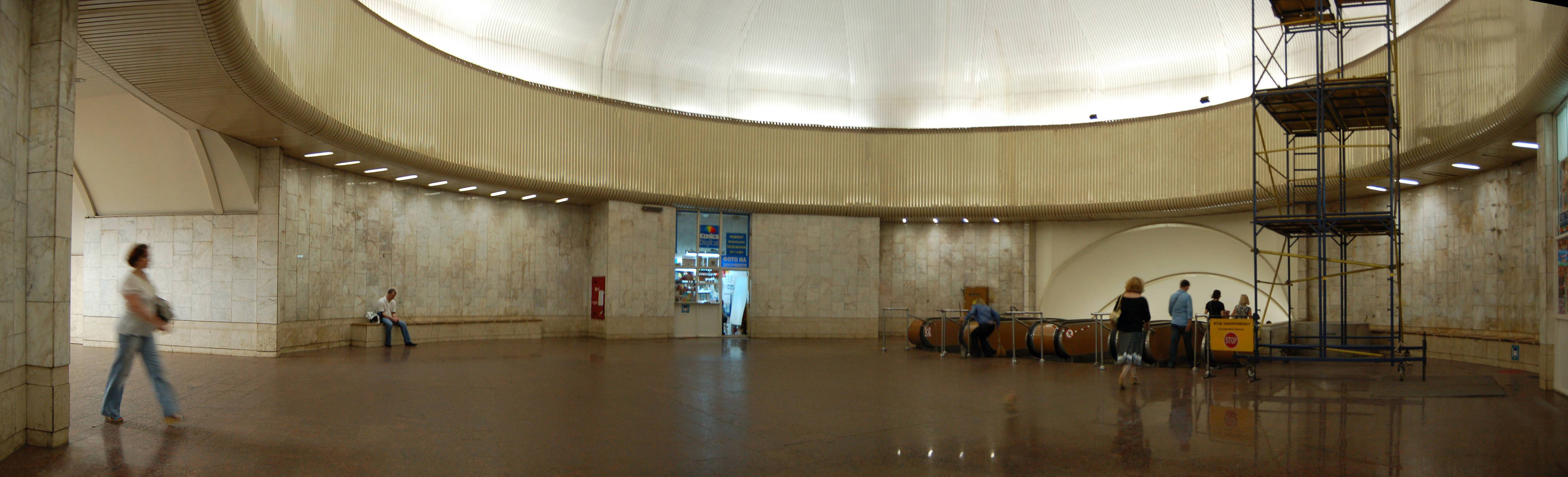
Панорама проміжного вестибюля ескалаторного нахилу
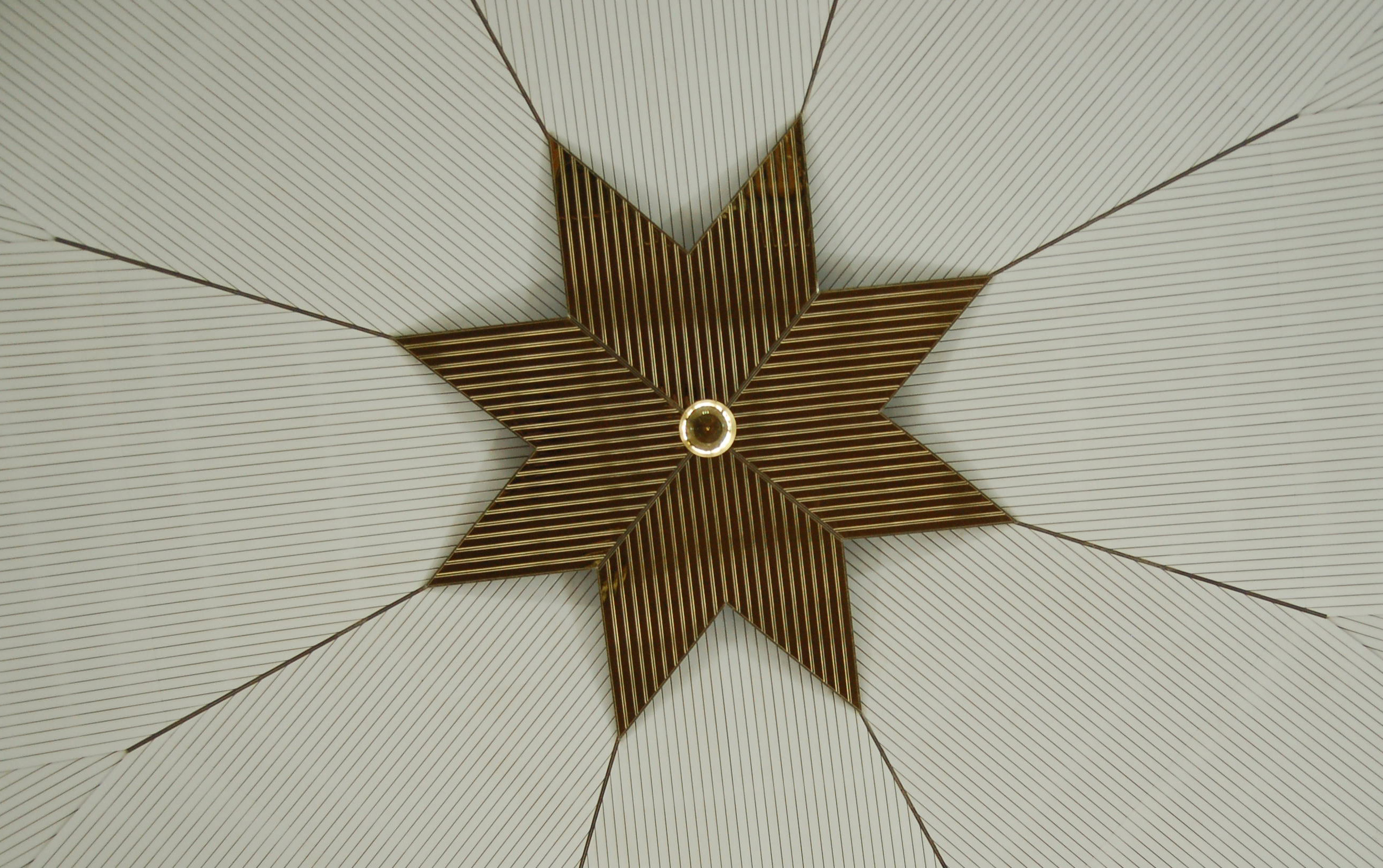
Композиція на склепінні проміжного вестибюля